# Chris Brochu
Pour les articles homonymes, voir Brochu.
Chris Brochu (né le 25 juin 1989) est un chanteur/compositeur et acteur américain. Il est notamment connu pour avoir joué Luke Parker dans The Vampire Diaries.

## Filmographie

### Cinéma
- 2008 : Menace Solaire : Riley Smither
- 2011 : Soul Surfer : Timmy Hamilton
- 2014 : Stranded : Ben
- 2018 : Baja : Todd Meyer
- 2019 : Peace : Asch

### Télévision

#### Séries télévisées
- 2007 : Hannah Montana (saison 2, épisode 5) : Dex
- 2007 : Zoé (saison 3, épisode 22) : Preppy Guy #1
- 2007 : Allie Singer (saison 3, épisode 6) : Teen #1
- 2009 : Mentalist (saison 2, épisode 10) : Jane jeune
- 2011 : Melissa & Joey (saison 1, épisodes 21 & 22) : Roman Maizes
- 2011 : Sketchs à Gogo! (saison 1, épisode 16)
- 2012 : Awake (saison 1, épisode 7) : Chris Chapman
- 2012 : BlackBoxTV (saison 3, épisode 7) : Tyler
- 2012 : NCIS : Los Angeles (saison 4, épisode 10) : Simon Allen
- 2013 : Les Experts : Manhattan (saison 9, épisode 12) : Jason Riley
- 2013-2015 : Vampire Diaries (saisons 5-6) : Lucas "Luke" Parker
- 2014 : Major Crimes (saison 3, épisode 5) : Josh Allen
- 2015 : Astrid Clover (saison 2, épisode 5) : Christof
- 2016 : Shameless (saison 6, épisodes 1 & 2) : Dylan
- 2016 : Notorious (saison 1, épisodes 8 & 9) : Preston Mann
- 2017 : No, That's Okay. I'm Good. (saison 1, épisode 8) : Chris
- 2018 : The Magicians (saison 4, épisode 7) : Derek
- 2019 : Dynasty (saison 2, épisode 16) : Dale
- 2020 : The Rookie : Le flic de Los Angeles (saison 2, épisode 15) : Crispin Bowers

#### Téléfilms
- 2011 : Lemonade Mouth : Ray Beech
- 2011 : Truth Be Told : Kenny Crane
- 2014 : Adolescence tourmentée (High School Possession) : Mase Adkins
- 2017 : Il était une fois une rencontre (Once Upon a Date) : Anthony Dunbrook